# Tatu Vanhanen
Tatu Vanhanen (né le 17 avril 1929 à Vuoksenranta et mort le 22 août 2015 à Nurmijärvi) est un politologue et sociologue finlandais,,.

## Biographie
Tatu Vanhanen naît à Vuoksenranta dans l'Isthme de Carélie et passe sa jeunesse à Kauraketo dans la commune de Somero, où ses parents se sont installés après la guerre de continuation.
Tatu Vanhanen étudie a l'Université populaire Alkio et obtient son diplôme de journaliste de l' Université de Tampere en 1955.
Puis de 1950 à 1960, il est journaliste entre-autres pour Keskisuomalainen puis  directeur du journal et chef du département d'information et de recherche du  Maalaisliitto.
Il obtient un baccalauréat en sciences sociales en 1958 et une licence en 1963 à l'Université des sciences sociales, et après que l'institution est devenue Université de Tampere, il y soutient sa thèse de doctorat en 1968.
De 1969–1972, il est professeur adjoint de sciences politiques à l'université de Jyväskylä et de 1974 à 1992 a l'université de Tampere.
De 1972 à 1995, il enseigne aussi les sciences politiques à l'universite d'Helsinki.
Tatu Vanhanen est nommé professeur émérite de science politique de l'université de Tampere.
Marié avec Anni Tiihonen, le couple a trois garcons dont le Premier ministre de Finlande Matti Vanhanen.

## Thèmes de recherche

### Démocratisation
Le principal thème de recherche de Tatu Vanhanen est l'étude des conditions de démocratisation des années 1970 aux années 2000. Il a publié plusieurs livres sur cette thématique au cours de cette période.
Sur ce thème, Tatu Vanhanen a collecté des données chronologiques sur une durée maximale de deux cents ans, et a calculé les valeurs de l'indice de démocratisation pour différents pays.

### Génétique et sciences humaines
L'autre sujet de recherche très controversé de Tatu Vanhanen sur lequel il s'est concentré à sa retraite était l'application de la sociobiologie et de la théorie de l'évolution aux sciences sociales.
À ce sujet, il écrit avec Yrjö Ahmavaara, le livre l'arrivée des gènes dans les sciences sociales,,.
En 2002, il a abordé le thème de la comparaison entre race et intelligence, avançant que le QI moyen des Finlandais était de 97, alors qu'en Afrique il était compris entre 60 et 70, ceci pour des raisons d'évolution. Les différences ethniques en matière d'intelligence sont le facteur le plus significatif pour expliquer la pauvreté a conclu Tatu Vanhanen.
Tatu Vanhanen a publié deux livres avec Richard Lynn, IQ and the Wealth of Nations et IQ and Global Inequality, qui expliquent les différences de richesse des différents pays par les différences de Quotient intellectuel des populations de ces pays.
Selon Pertti Töttö, professeur de méthodes de recherche en sciences sociales, les scores nationaux moyens de QI déterminés par Lynn et Vanhanen sont de très bons prédicteurs du succès des pays au test PISA pour les compétences scolaires, ce qui suggère que ces scores de QI seraient assez corrects.
Selon Tatu Vanhanen, les problèmes d'endettement des pays du sud de l'Europe s'expliquent également par le QI inférieur des Européens du Sud par rapport aux autres Européens. Selon lui, les pays de moyenne supérieure de QI ont mieux traité leur situation que les pays de moyenne de QI inférieure.
Tatu Vanhanen se réfère au livre Intelligence: A Unifying Construct for the Social Sciences qu'il a écrit avec Richard Lynn, selon lequel il y a une différence de 3,7 points entre l'Espagne, l'Italie, la Grèce, Chypre, le Portugal, et 11 autres pays de la zone euro. Le QI moyen des pays méditerranéens est de 94,6 et celui des autres de 98,3.

## Publications
- (en) Tatu Vanhanen, Political and social structures : American countries, 1850-1973, Tampere, Finland, Tampere University Press, 1975 (ISBN 978-951-44-0301-9)
- (en) Tatu Vanhanen, Political and social structures : Part 2 : European countries 1850-1974, Tampere, Finland, Tampere University Press, 1976 (ISBN 978-0-8357-0253-9)
- (en) Tatu Vanhanen, Multi-party democracy in action, Tampere, Finland, Tampere University Press, 1978 (ISBN 978-951-44-0693-5)
- (en) Tatu Vanhanen, Power and the means of power : a study of 119 Asian, European, American, and African states, 1850-1975, University Microfilms International, 1979, 393 p. (ISBN 978-0-8357-0398-7)
- (en) Tatu Vanhanen, The process of democratization : A comparative study of 147 states 1980–1988, Crane Russak, 1990 (ISBN 978-0-8448-1640-1, lire en ligne )
- (en) Tatu Vanhanen, Politics of ethnic nepotism : India as an example, Sterling Publishing, 1991, 223 p. (ISBN 978-81-207-1176-1)
- (en) Tatu Vanhanen, Strategies of democratization, Taylor & Francis, 1992, 178 p. (ISBN 978-0-8448-1720-0, lire en ligne )
- (en) Tatu Vanhanen, On the evolutionary roots of politics, Sterling Publishing, 1992 (ISBN 978-81-207-1421-2)
- (en) Tatu Vanhanen et Geoffrey Pridham, Democratization in Eastern Europe : Domestic and international perspectives, Routledge, 1994, 274 p. (ISBN 978-0-415-11064-8, lire en ligne)
- (en) Tatu Vanhanen, Prospects of democracy : A study of 172 countries, Routledge, 1997, 374 p. (ISBN 978-0-415-14406-3, lire en ligne)
- (en) Tatu Vanhanen, Ethnic conflicts explained by ethnic nepotism, Emerald Group Publishing, coll. « Research in Biopolitics », 1999, 392 p. (ISBN 978-0-7623-0583-4)
- (fi) Tatu Vanhanen, Ritva Talikka et Lauri Talikka, Kauraketo, Vuoksenrantalainen kyläyhteisö Somerolla, Gummerus, 2001, 254 p. (ISBN 952-91-3310-3)
- (fi) Yrjö Ahmavaara et Tatu Vanhanen, Geenien tulo yhteiskuntatieteisiin, Jyväskylä, Atena, 2001 (ISBN 951-796-236-3)
- (en) Tatu Vanhanen et Richard Lynn, IQ and the wealth of nations, Westport, Connecticut, Praeger, 2002, 298 p. (ISBN 978-0-275-97510-4, lire en ligne)
- (en) Tatu Vanhanen, Democratization : A comparative analysis of 170 countries, Routledge, 2003, 302 p. (ISBN 978-0-415-31860-0)
- (en) Tatu Vanhanen et Richard Lynn, IQ and Global Inequality, Augusta: Washington Summit Publisher, 2006 (ISBN 1-59368-025-2)

- (fi) Tatu Vanhanen, Globaalit ongelmat : Evolutiivisten juurten etsintää, Helsinki, Terra Cognita, 2008 (ISBN 978-952-5697-08-7)
- (en) Tatu Vanhanen, The Limits of Democratization : Climate, Intelligence, and Resource Distribution, Washington, Washington Summit Publishers, 2009, 360 p. (ISBN 978-1-59368-031-2)
- (en) Tatu Vanhanen et Richard Lynn, Intelligence : A unifying construct for the social sciences, Ulster, Ulster Institute for Social Research, 2012 (ISBN 978-0-9568811-7-5)
- (fi) Tatu Vanhanen, Miksi Kiina lähtee Lentoon ja Kongo ei, Helsinki, East-West Books Helsinki, 2013, 200 p. (ISBN 978-952-67936-0-3)
- (en) Tatu Vanhanen, Global inequality as a consequence of human diversity : A new theory tested by empirical evidence, Ulster, Ulster Institute for Social Research, 2014 (ISBN 978-0-9573913-7-6)